# Dmitri Krassikov
Dmitri Vladimirovitch Krassikov (en russe : Дмитрий Владимирович Красиков) est un joueur russe de volley-ball né le 8 février 1987 à Belgorod (oblast de Belgorod, alors en URSS). Il mesure 2,02 m et joue réceptionneur-attaquant. Il totalise 14 sélections en équipe de Russie.

## Clubs
| Club                    | De        | À         |
| ----------------------- | --------- | --------- |
| Lokomotiv Belgorod      | 2004-2005 | 2004-2005 |
| Luch Moscou             | 2005-2006 | 2005-2006 |
| Lokomotiv Belgorod      | 2006-2007 | 2008-2009 |
| Gazprom-Iourga Sourgout | 2009-2010 | 2009-2010 |
| Fakel Novy Ourengoï     | 2010-2011 | ...       |

## Palmarès
- Ligue mondiale
  - Finaliste : 2010
- Championnat du monde des moins de 19 ans (1)
  - Vainqueur : 2005
- Championnat d'Europe des moins de 21 ans (1)
  - Vainqueur : 2006
- Coupe de la CEV (1)
  - Vainqueur : 2009
- Championnat de Russie (1)
  - Vainqueur : 2005
- Coupe de Russie (1)
  - Vainqueur : 2005